# ハタタケル
ハタタケル（1978年3月17日 - ）は作家、イラスト＆年賀状クリエイター、セミナー講師。手相家、気学などのコンサルタントでもある。 

## 人物
長野県小諸市生まれ。長野県野沢北高等学校を卒業後、神奈川大学工学部（専攻は電気工学）進学のため神奈川県に移住し、卒業後、サラリーマン生活を送る。一年後退職し、その間、自分探しを初め、東京ディズニーシーのオープニングスタッフを経験。半年後、東京コピーライター養成講座を経て、2002年1月28日、渋谷駅の忠犬ハチ公像の前にすわり、人々の悩みや話を聞き、最後に言葉と絵を残す道を歩み続ける。その数は現在、20000人とも30000人とも言われている。
2003年ファミリーマートの年賀状で約50万枚のヒットとなりその名を全国に広げる。以後、毎年のファミリーマートの看板年賀状として選出されるようになる。
2004年4月頃より代官山にてアトリエ「ハタタケル」を開き、それと同時に同年11月頃、約三年半の路上活動を脱化する。その頃より、各出版物や様々な商品デザイン、写真、各アーティストへの作詞提供、各講演、講師、各アーティストとのコラボイベントなど幅広く活躍。
現在、2007年7月頃アトリエを卒業し、ラジオパーソナリティや様々な分野での活動を行っている。
2007年11月20日より、無料配送・無料購読紙「ハタにゅうす〜欲しい人に欲しい所へ〜」が発行される。
現在、全国講演セミナーツアーなど、多岐に渡って精力的に幅広く活躍している。

## 製作歴
- ファミリーマート年賀状 未年 2002年10月
- ファミリーマート年賀状 猿年 2003年10月
- ファミリーマート年賀状 酉年 2004年10月
- ファミリーマートホワイトディ商品 2005年3月
- ファミリーマート年賀状 犬年 2005年10月
- デイリーヤマザキ秋キャンペーン 『ほっとティカップ』 2005年10月
- ファミリーマート年賀状 猪年 2006年10月
- デイリーヤマザキ秋キャンペーン 『ほっとスープカップ』2006年10月
- ファミリーマート年賀状 鼠年 2007年10月
- ファミリーマート年賀状 丑年 2008年10月
- ファミリーマート年賀状 寅年 2009年10月
- ファミリーマート年賀状 兎年 2010年10月
- ファミリーマート年賀状 辰年 2011年10月
- ファミリーマート年賀状 巳年 2012年10月
- ファミリーマート年賀状 午年 2013年10月
- ファミリーマート年賀状 未年 2014年10月
- ファミリーマート年賀状 猿年 2015年10月
- ファミリーマート年賀状 酉年 2016年10月
- ファミリーマート年賀状 戌年 2017年10月
- ファミリーマート年賀状 猪年 2018年10月
- ファミリーマート年賀状 鼠年 2019年10月
- ファミリーマート年賀状 丑年 2020年10月
- ファミリーマート年賀状 寅年 2021年10月
- ファミリーマート年賀状 兎年 2022年10月
- ファミリーマート年賀状 辰年 2023年10月
- ファミリーマート年賀状 巳年 2024年10月

## 著書
- 『ほら、幸せはいつもここにあるよ。【ファミリーマート専用限定本】』 アントレックス 2004年4月
- 『あなたはここに在るよ。いつだって。』 スターツ出版 2004年12月
- 『今ここで、あなたとずっと。【ファミリーマート専用限定本】』 アントレックス 2005年7月
- 『あなたのやさしさを、僕は知っているよ。【ファミリーマート専用限定本】』 アントレックス 2006年4月
- 『ほら、幸せはいつもここにあるよ。【復刻版】【ファミリーマート専用限定本】』 アントレックス 2006年5月
- 『明日はきっと、大丈夫。【ハタタケルフォト本】』 スターツ出版 2006年9月
- 『ねぇねぇ、ほっとすることみつけたよ。（ペア本）』 幻冬舎、アメーバブックス 2006年12月
- 『あなたと”ほっと”をいつまでも。（ペア本）』 幻冬舎、アメーバブックス 2006年12月
- 『ずっと待っていたよ。あなたのこと【文庫書き下ろしエッセイ】』 青春出版社 2007年2月
- 『いつかまたあなたに逢える、その日まで。』 幻冬舎、アメーバブックス 2007年3月
- 『あなたがいてくれて本当によかった。』 一迅社 2007年12月
- 『いつも心に陽だまりを』 一迅社 2007年12月
- 『あなたの幸せがボクの宝物だよ。』 一迅社 2008年9月
- 『いつまでもあなたのそばで。』 一迅社 2008年9月
- 『あなたはこんなにもやさしいよ。』 一迅社 2008年9月
- 『あなたは今、生きていますか。』 三交社 2010年7月
- 『笑顔をいつも、ありがとう。』　マーブルトロン2010年9月
- 『あなたとふたりが一番いいな。』　マーブルトロン2010年10月
- 『あなたに逢えて、よかった。』　マーブルトロン2010年11月
- 『誰かを信じられないあなたへ。』　三交社 2010年12月
- 『きっと、あなたなら大丈夫。』【ファミリーマート、サークルＫ、サンクス限定本】 アントレックス 2012年 2月
- 『辛い時、そっと一人で読んでみてください。』　三交社 2013年5月